# Liste der Auslandsvertretungen Tunesiens

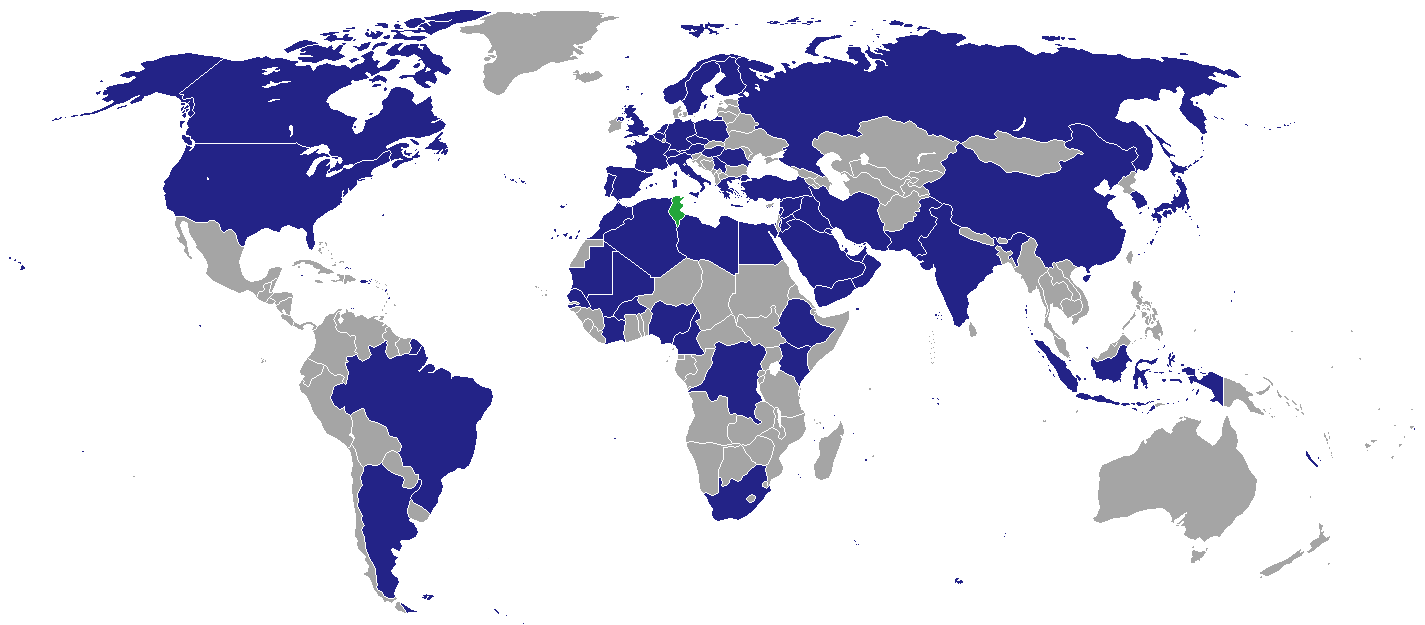
Standorte der diplomatischen Vertretungen Tunesiens

Dies ist eine Liste der diplomatischen und konsularischen Vertretungen Tunesiens.

## Diplomatische und konsularische Vertretungen

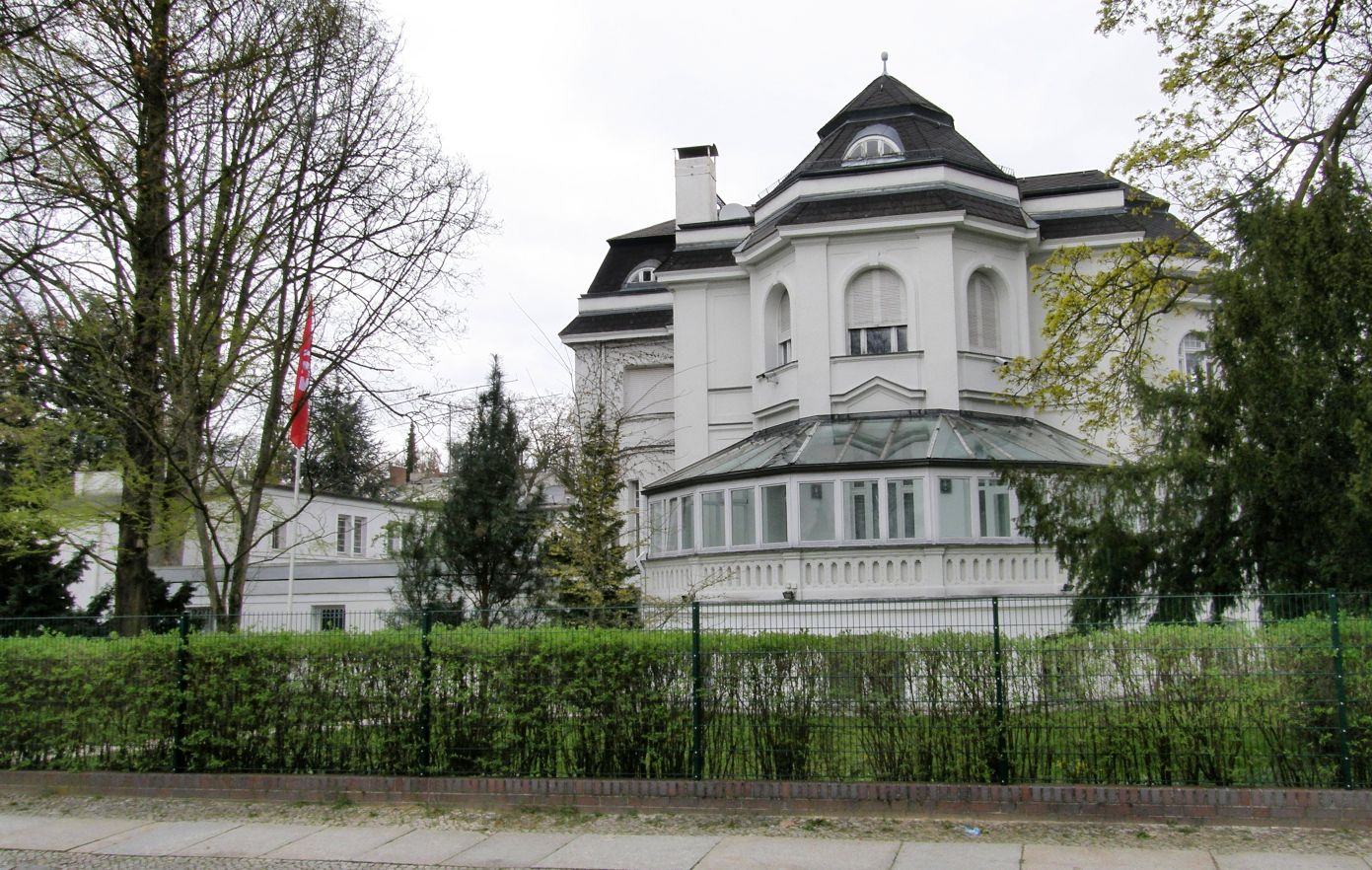
Tunesische Botschaft in Berlin

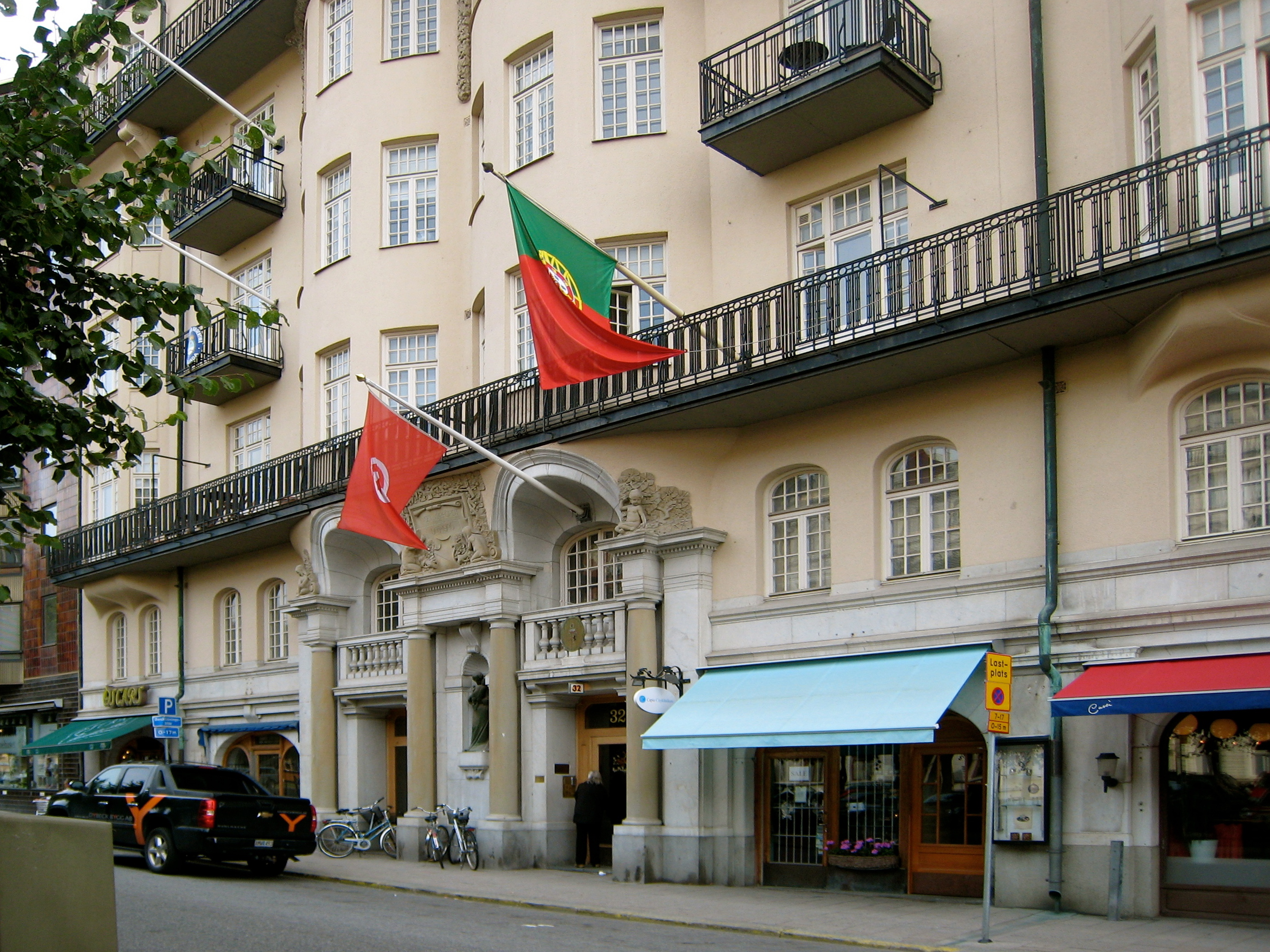
Tunesische Botschaft in Stockholm

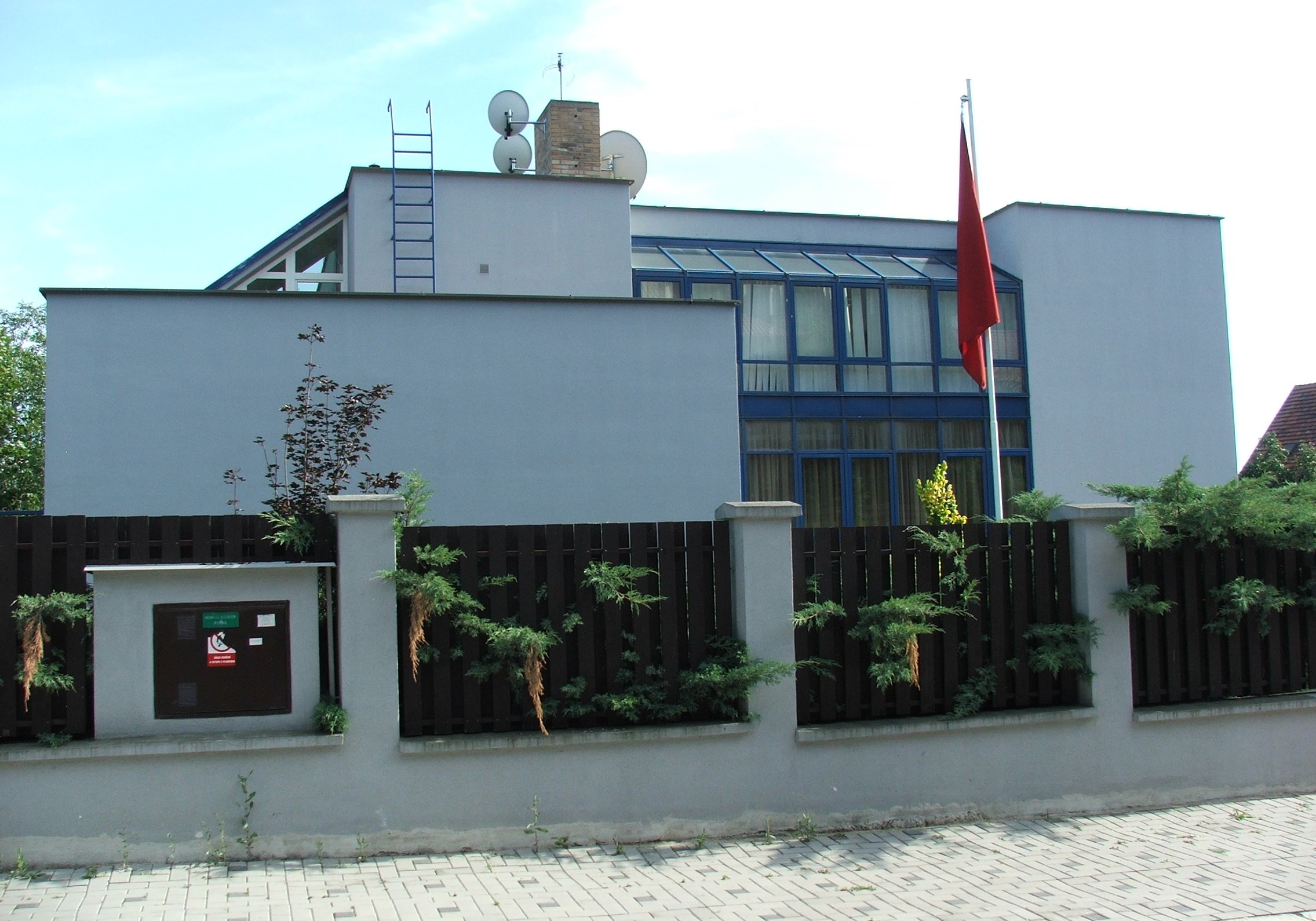
Tunesische Botschaft in Prag

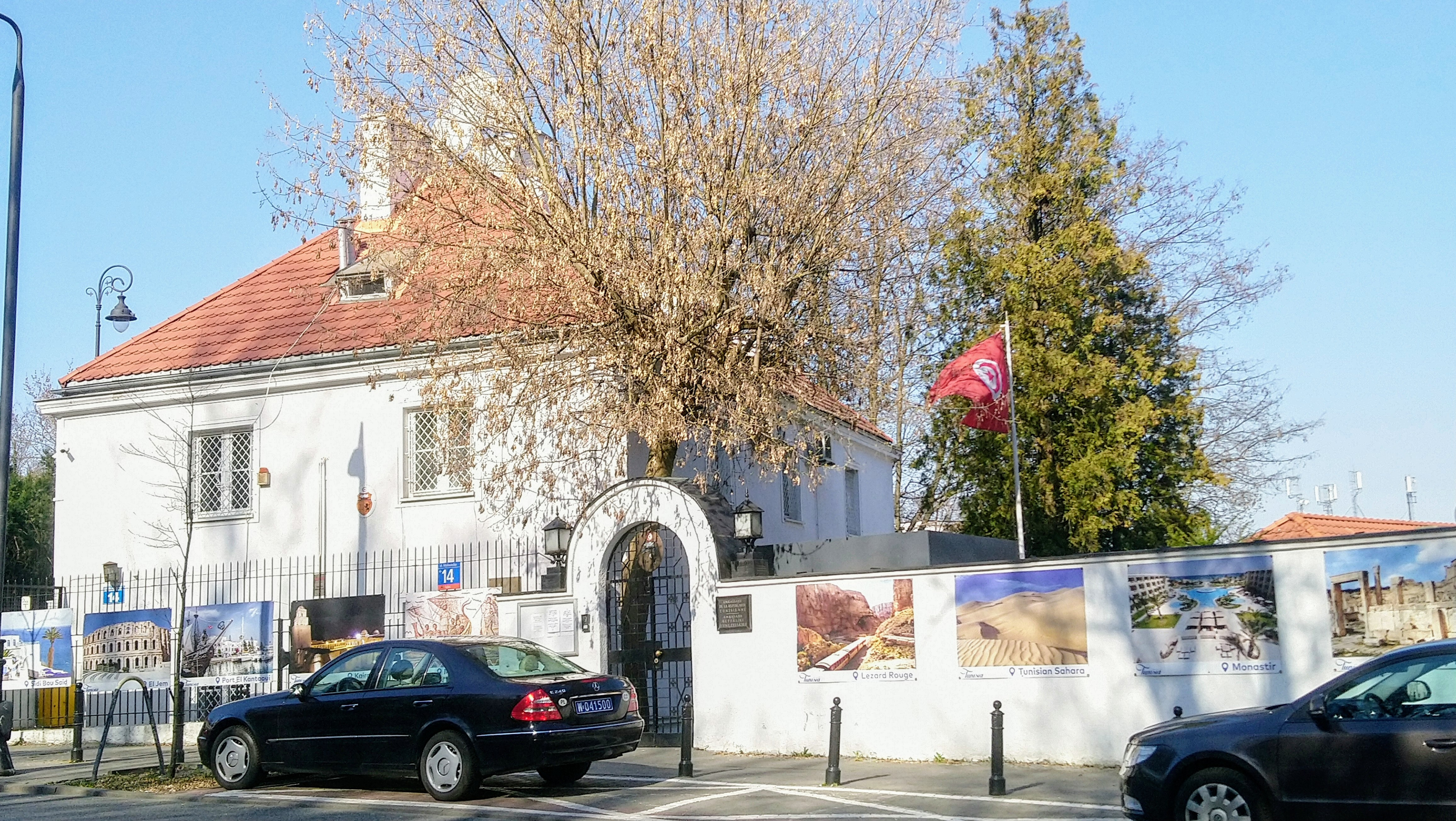
Tunesische Botschaft in Warschau

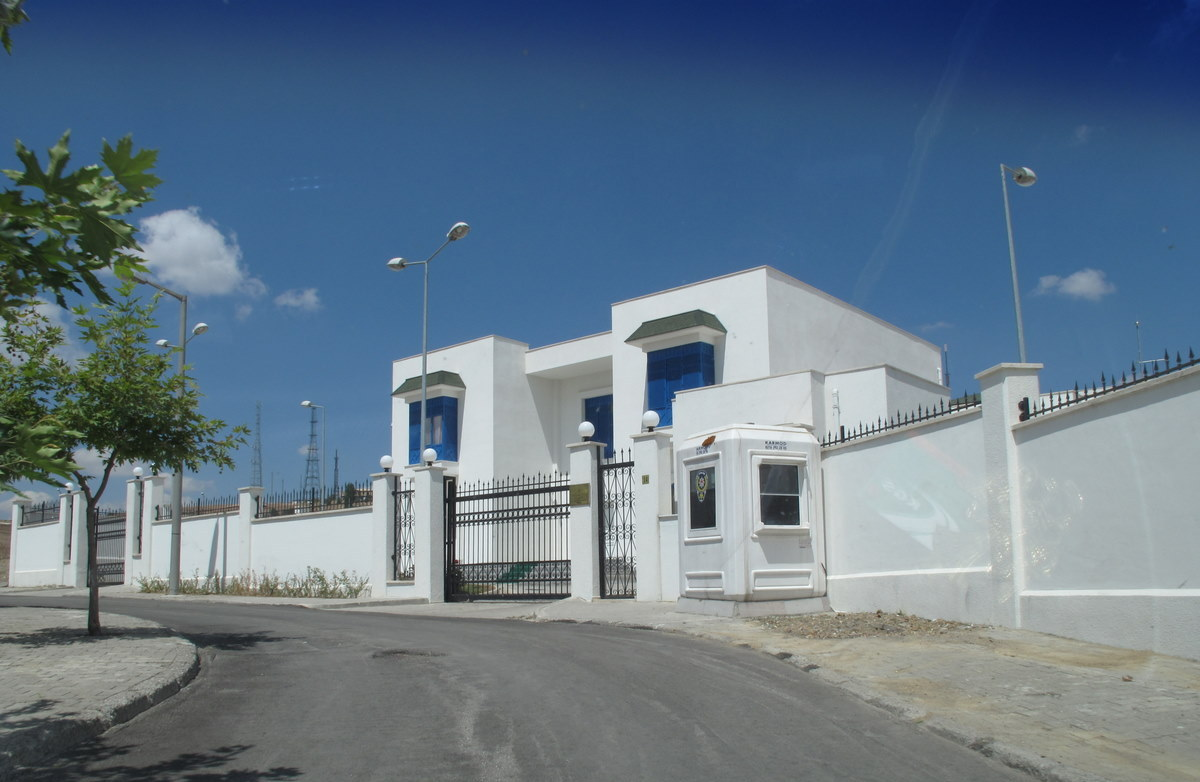
Tunesische Botschaft in Ankara

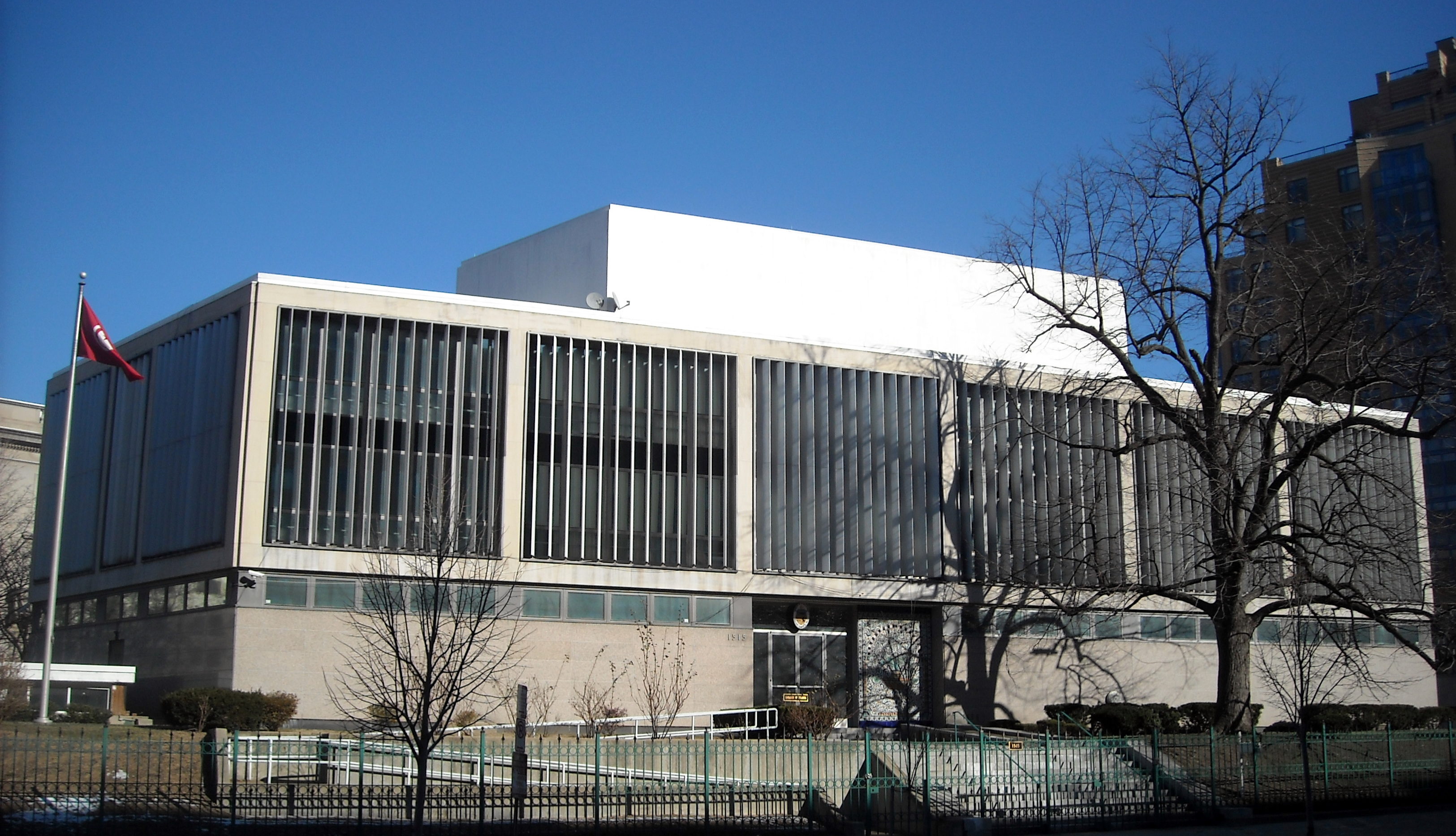
Tunesische Botschaft in Washington, D.C.

### Afrika
| - Ägypten: Kairo, Botschaft - Algerien: Algier, Botschaft - Algerien: Annaba, Generalkonsulat - Algerien: Tebessa, Konsulat - Äthiopien: Addis Abeba, Botschaft - Demokratische Republik Kongo: Kinshasa, Botschaft - Elfenbeinküste: Abidjan, Botschaft - Kamerun: Jaunde, Botschaft - Libyen: Tripolis, Botschaft | - Libyen: Bengasi, Generalkonsulat - Mali: Bamako, Botschaft - Marokko: Rabat, Botschaft - Mauretanien: Nouakchott, Botschaft - Nigeria: Abuja, Botschaft - Senegal: Dakar, Botschaft - Südafrika: Pretoria, Botschaft - Sudan: Khartum, Botschaft |

### Asien
| - Bahrain: Manama, Botschaft - Volksrepublik China: Peking, Botschaft - Indien: Neu-Delhi, Botschaft - Indonesien: Jakarta, Botschaft - Irak: Bagdad, Botschaft - Iran: Teheran, Botschaft - Japan: Tokyo, Botschaft - Jemen: Sanaa, Botschaft - Jordanien: Amman, Botschaft - Katar: Doha, Botschaft | - Kuwait: Kuwait, Botschaft - Libanon: Beirut, Botschaft - Oman: Maskat, Botschaft - Pakistan: Islamabad, Botschaft - Palestina: Jerusalem, Vertretung - Saudi-Arabien: Riad, Botschaft - Saudi-Arabien: Dschidda, Generalkonsulat - Südkorea: Seoul, Botschaft - Syrien: Damaskus, Botschaft - Vereinigte Arabische Emirate: Abu Dhabi, Botschaft |

### Australien und Ozeanien
- Australien: Canberra, Botschaft

### Europa
| - Belgien: Brüssel, Botschaft - Deutschland: Berlin, Botschaft - Deutschland: Bonn, Generalkonsulat - Deutschland: Hamburg, Konsulat - Deutschland: München, Konsulat - Finnland: Helsinki, Botschaft - Frankreich: Paris, Botschaft - Frankreich: Lyon, Generalkonsulat - Frankreich: Marseille, Generalkonsulat - Frankreich: Grenoble, Konsulat - Frankreich: Nanterre, Konsulat - Frankreich: Nizza, Konsulat - Frankreich: Straßburg, Konsulat - Frankreich: Toulouse, Konsulat - Griechenland: Athen, Botschaft - Italien: Rom, Botschaft - Italien: Palermo, Generalkonsulat - Italien: Genua, Konsulat - Italien: Mailand, Konsulat | - Italien: Neapel, Konsulat - Malta: Valletta, Botschaft - Niederlande: Den Haag, Botschaft - Norwegen: Oslo, Botschaft - Österreich: Wien, Botschaft - Polen: Warschau, Botschaft - Portugal: Lissabon, Botschaft - Rumänien: Bukarest, Botschaft - Russland: Moskau, Botschaft - Schweden: Stockholm, Botschaft - Schweiz: Bern, Botschaft - Serbien: Belgrad, Botschaft - Spanien: Madrid, Botschaft - Tschechien: Prag, Botschaft - Türkei: Ankara, Botschaft - Türkei: Istanbul, Generalkonsulat - Ungarn: Budapest, Botschaft - Vereinigtes Königreich: London, Botschaft |

### Nordamerika
- Kanada: Ottawa, Botschaft
- Kanada: Montreal, Konsulat
- Vereinigte Staaten: Washington, D.C., Botschaft

### Südamerika
- Argentinien: Buenos Aires, Botschaft
- Brasilien: Brasília, Botschaft

## Vertretungen bei internationalen Organisationen
- Vereinte Nationen: New York, Ständige Delegation
- Vereinte Nationen: Genf, Ständige Mission
- AU: Addis Ababa, Ständige Mission
- Europäische Union: Brüssel, Ständige Mission
- Arabische Liga: Kairo, Ständige Mission